# Jessiko
Jessiko est un robot poisson autonome de 22 cm développé par la société française Robotswim, une start-up dont le siège social est situé à Palaiseau en région parisienne.

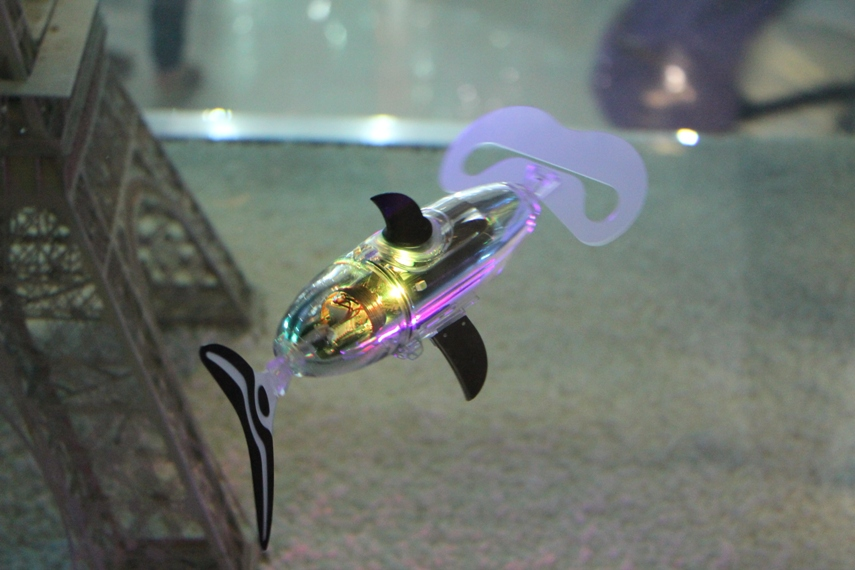
Jessiko le robot poisson sur le pavillon de la France à l'Exposition Internationale Yeosu 2012

## Historique
Le projet Jessiko le robot poisson est lancé en 2005 par Christophe Tiraby, alors Ingénieur dans l'automobile.
En mars 2009, Christophe Tiraby quitte l'automobile et crée la société Robotswim pour industrialiser et commercialiser Jessiko.
En novembre 2009, "Jessiko le Robot Poisson" remporte le Grand Prix de l'Innovation de la Ville de Paris en catégorie Design.
Jessiko est présenté pour la première fois au public en conditions réelles lors du salon de la Robotique Innorobo en mars 2011.
Du 12 mai au 12 août 2012, Jessiko est présent sur le pavillon de la France à l'Exposition Internationale Yeosu 2012 en Corée du Sud.

## Versions
5 prototypes de ce robot ont été développés (V0 à V4)
La version industrielle commercialisée depuis 2012 est la Version 5.

## Caractéristiques techniques
| Caractéristiques techniques | Caractéristiques techniques |
| --------------------------- | --------------------------- |
| Longueur                    | 22 cm                       |
| Largeur                     | 9 cm                        |
| Hauteur                     | 10 cm                       |
| Longueur du corps           | 13 cm                       |
| Poids                       | 150 g                       |
| Autonomie                   | 8 h                         |

## Usage
Jessiko est actuellement utilisé dans le cadre d'opérations événementielles et pour la décoration de prestige (hôtels de luxe, restaurants, centres commerciaux, musées, discothèques, salles d'attente…).
Une future version de Jessiko sera disponible pour égayer les piscines des particuliers.